# Couvent des Carmes d'Avon
Le couvent des Carmes d'Avon est un centre spirituel de l'ordre des Carmes déchaux, ayant accueilli un Petit collège de 1932 à 1960. 

## Historique de la Charité d'Avon
La Charité d'Avon est l'ancien hôpital du château de Fontainebleau fondé en 1662 par la reine Anne d'Autriche. Cet hôpital confié aux frères de Saint-Jean-de-Dieu, bâti au bord du grand canal du château, comprenait un moulin dont les revenus devaient couvrir les frais.  
Ruinée à la Révolution, dissoute par le Directoire en 1796, la Charité d'Avon devient ensuite un petit séminaire, puis est confiée en 1860 aux rédemptoristes qui en font une mission. Les rédemptoristes sont ensuite expulsés de France sous la Troisième République. 

## Installation des Carmes et ouverture du Petit collège (1932-1960)
À partir de 1920 les carmes déchaux, de retour de leur exil en Belgique, y installent un couvent.  
Le bâtiment est inscrit au titre des monuments historiques en 1926. 
À la demande du supérieur des Carmes de la semi-province de Paris, Louis de la Trinité, le Petit collège Sainte-Thérèse-de-l'Enfant-Jésus est fondé le 17 mars 1932 et ouvre en octobre de la même année. Il est dirigé par le père Jacques de Jésus, assisté à partir de 1934 par Philippe de la Trinité, sous-directeur. Le bâtiment est agrandi en 1934 pour mieux accueillir les élèves.   
Si sa vocation première est de « former des saints » en accueillant des élèves ayant une vocation religieuse, il s'ouvre plus largement et reçoit des élèves majoritairement issus de l’aristocratie et de la bourgeoisie du nord de la France. Le collège compte une centaine d'élèves internes, de la sixième à la terminale. Le père Jacques y développe une pédagogie innovante.

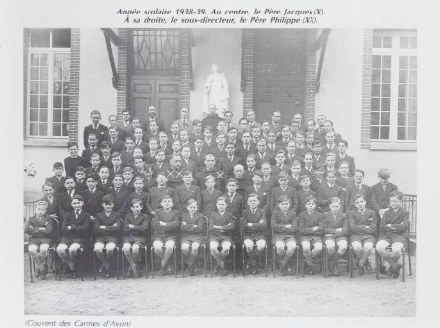
Année scolaire 1938-1939. Au centre, le père Jacques (X). À sa droite, le sous-directeur, le père Philippe (XX).

## Un foyer de résistance pendant la Seconde Guerre mondiale
« Le milieu carme responsable de la revue et de la collection [Études carmélitaines] fut un foyer actif de résistance au Troisième Reich : carme d'Avon le père Jacques, mort en déportation pour avoir caché des enfants juifs ; mais aussi l'amiral Thierry d'Argenlieu qui a rejoint Londres dès 1940, ou le père Philippe de la Trinité, membre de l'Assemblée consultative provisoire...», selon l'historien Étienne Fouilloux.  
Pendant la Seconde Guerre mondiale, Louis de la Trinité rejoint le général de Gaulle à Londres. Le père Philippe devient supérieur des Carmes et, avec le père Jacques de Jésus, participe à la résistance, dans le cadre du réseau Vélite-Termopyles : des réfractaires, des professeurs juifs évincés de l'enseignement public et des enfants juifs sont accueillis au collège. 
À la suite d'une dénonciation, la Gestapo intervient le 15 janvier 1944 : le père Jacques et trois enfants juifs sont arrêtés et déportés, le collège est fermé. Les événements de l'Occupation sont décrits dans le film Au revoir les enfants de Louis Malle (1987). 
Le Petit collège reprend ses activités après la Libération, sous l'autorité du père Paul-Marie de la Croix, jusqu'en 1960 où il est décidé de le fermer. Les locaux accueillent ensuite l'INSEAD pendant trois ans.

## Un centre spirituel carme en Île-de-France
Le couvent des carmes d'Avon conserve son rôle de couvent : il héberge les postulants et novices carmes de la Province de Paris.
Il abrite également un centre spirituel carme toujours actif, qui accueille de nombreuses retraites spirituelles.  